# Dictya frontinalis
Dictya frontinalis är en tvåvingeart som beskrevs av Fisher och Orth 1969. Dictya frontinalis ingår i släktet Dictya och familjen kärrflugor. Inga underarter finns listade i Catalogue of Life.